# Sant Cristòfol d'Obeix
L'ermita de sant Cristòfol o de sant Cristau està situada al serrat de les Cabanes, a uns 500 metres del poble d'Obeix, al terme municipal de la Torre de Cabdella, a la comarca del Pallars Jussà.

## Descripció
Ermita d'una nau absis semicircular i cobertes de llosa de dues vessants, que cobreix també l'absis. Pel mur de ponent hi trobem l'accés modificat, que és una porta centrada flanquejada per dues finestres rectangulars. L'entrada ve precedida d'un cobert del que en resten dos murs molt deteriorats. L'absis, romànic, està format per murs de carreus arrebossats i una finestra espitllera al mig.
De factura molt senzilla, té una sola nau amb l'absis a llevant. Aquest és igual d'ample que la nau, i s'hi obre sense cap mena de transició. La porta és a ponent, i tenia un porxo per protegir l'entrada dels vents, freqüents en aquest lloc.Fou totalment restaurada cap al 1984.
És una ermita romànica sobre la qual no hi ha cap mena de documentació, però que pel seu aparell es pot datar en el segle xiii, un moment ja tardà, dins del romànic.
A banda d'Obeix, Astell i Aguiró tenen l'Ermita com a pròpia i hi celebraven un aplec conjunt.
Es conserven els Goigs del gloriós màrtir sant Cristòfol, impresos el 1906. En un dels seus fragments fan així:
| «                                  | En aquesta capella venen Aguiró, i Astell, i Oveix, i per Protector vos tenen, com posat pel Cel mateix. Alliviau tots sos dolors, ja que sou son advocat: Pregau per los pecadors, Cristòfol, de Déu amat. | » |
| — Popular, Goigs de sant Cristòfol | |   |

## Galeria d'imatges

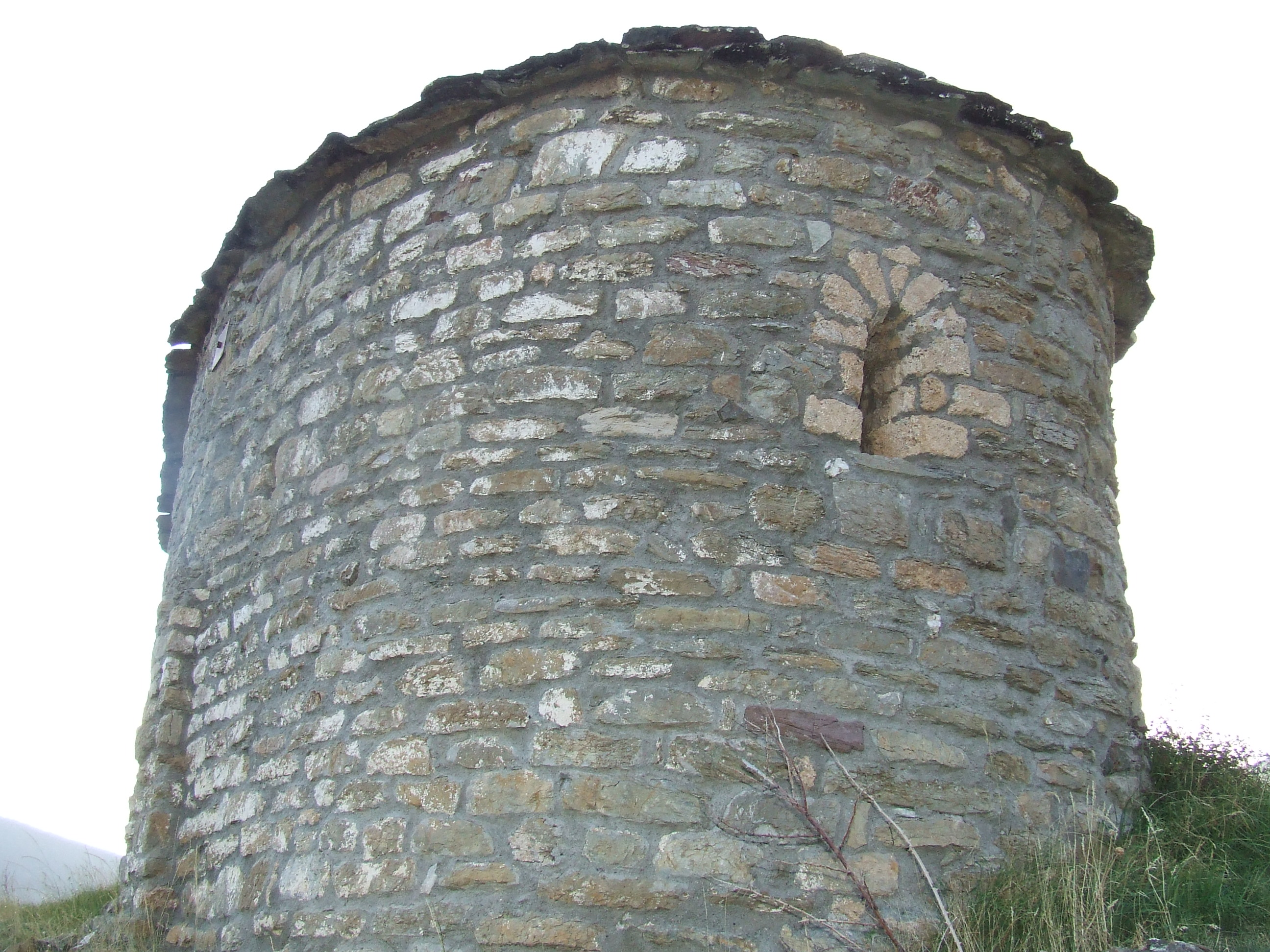
L'absis de Sant Cristau
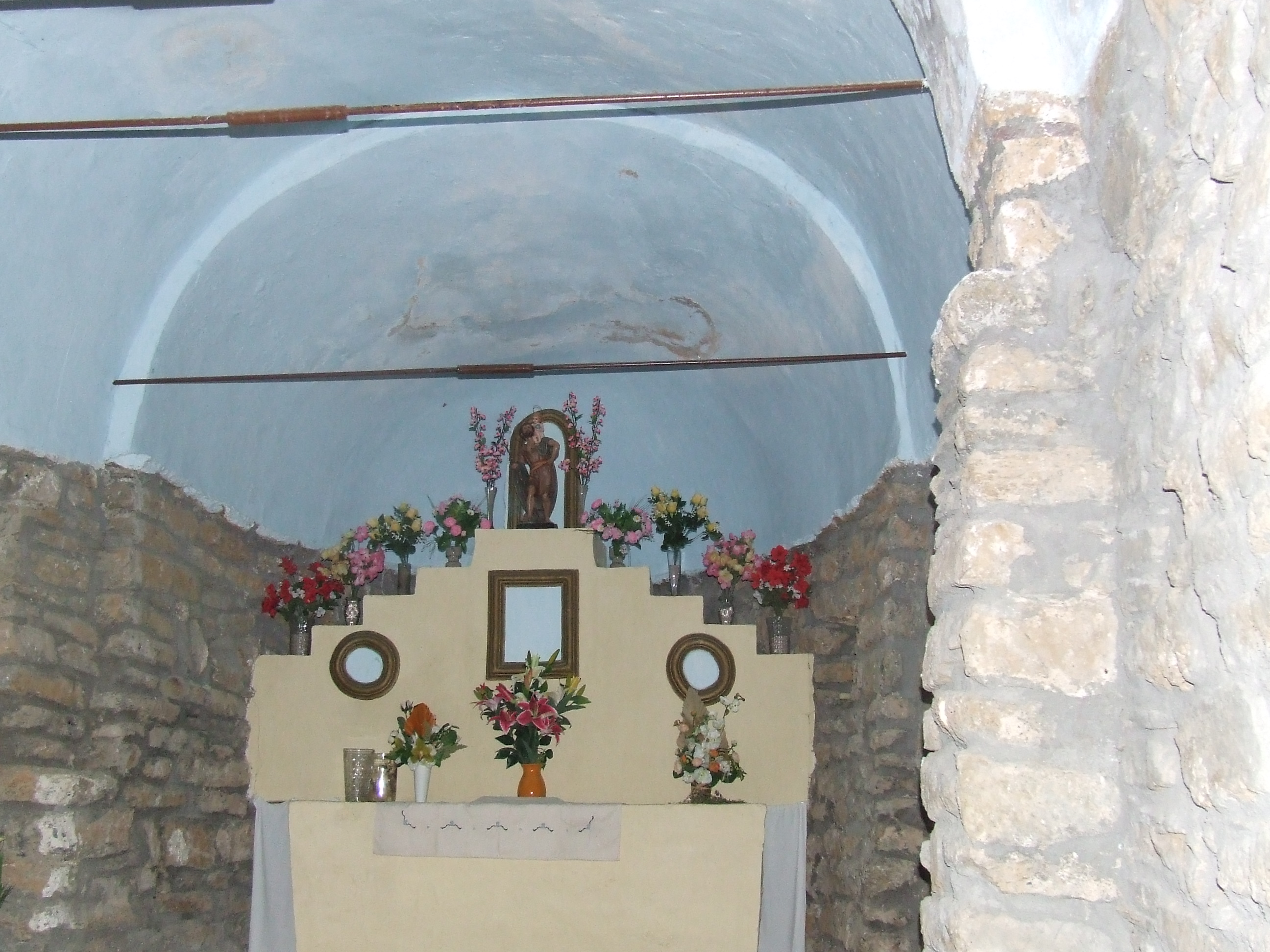
L'interior